# TEOR/éTica
TEOR/éTica (исп. TEOR/éTica) — независимая частная некоммерческая организация в городе Сан-Хосе (Коста-Рика), основанная в 1999 году по инициативе художницы и куратора Вирджинии Перес-Раттон; известна своей ролью в развитии художественных практик в Центральной Америке — издала более 40 двуязычных (испано-английских) печатных работ по современному искусству региона; расположена в двух зданиях в историческом районе Barrio Amón; имеет собственное выставочное пространство и библиотеку — регулярно проводит временные выставки.

## История и описание
Некоммерческая организация «TEOR/éTica» была основана в городе Сан-Хосе (Коста-Рика) в 1999 году; её название подразумевают смесь слов «теория», «эстетика» и «этика». Является одним из наиболее известных культурных проектов в Латинской Америке, направленных на развитии художественных практик и «новых методов мышления» в регионе. Кроме того, является платформой для исследования и распространения современных художественных практик, прежде всего, в Центральной Америке и в странах Карибского бассейна. Ставит себе целью стать форумом для дискуссий и дебатов о будущем региона; использует искусство в качестве «общего пространства», способного наладить подобный диалог («восстановить способность достигать социального консенсуса»).
«TEOR/éTica» ведёт несколько направлений деятельности: её редакционный проект издал к 2019 году более четырёх десятков двуязычными публикациями (на испанском и английском языках) о художественных проблемах; предоставляет свои помещения для переговоров, мастер-классов, лекций и семинаров; организует собственную региональную и международная программу поддержки, предоставляя гранты. Кроме того к центру относится и специализированная публичная библиотека.
В настоящее время у организации есть два здания, расположенные в районе Barrio Amón: здания находятся по обе стороны от 7-й улицы, в том месте, где она пересекается с 11-й авеню. С момента своего создания и до 2007 года, «TEOR/éTica» размещалась только в доме на западной стороне улицы; с 2007 года и здание на противоположной стороне улицы стало местом размещения художественного центра. В новом помещении был создан центр «Lado V — Centro de Estudio y Documentación», первоначально называвшийся «Lado V — Museo, jardín y biblioteca» (Lado V — Музей, сад и библиотека). Сегодня библиотека и художественный архив расположены в этом пространстве — наряду с читальными залами.
Инициатива коста-риканской художницы, куратора и исследователя Вирджинии Перес-Раттон (1950—2010) по созданию центра распространения и исследования современного искусства была поддержана целым рядом художников, учёных и деятелей культуры: среди них были Тамара Диас Брингас, Присцилла Монж, Виктор Уго Акуна, Мануэль Пикадо, Рут Сибайя, Педро Лейва, Луис Фернандо Кирос, Саграрио Перес Сото, Карлос Капелан, Сесилия Паредес, Гленн Янпол и Элиас Солей. Первый попечительский совет фонда состоял из художника и куратора Роландо Кастельона (Никарагуа и Коста-Рика), куратора Пауло Херкенхофа (Бразилия), художника Клода Турнона (Франция и Коста-Рика) и местного архитектора Бруно Станьо.